# Houghia nigripalpis
Houghia nigripalpis là một loài ruồi trong họ Tachinidae.